# رابین گری-گاردنر
رابین گری-گاردنر (انگلیسی: Robyn Grey-Gardner؛ زادهٔ ۶ september ۱۹۶۴ (۶۰ سال)) ورزشکار روئینگ اهل استرالیا است.
وی در مسابقات کشوری و بین‌المللی در مجموع برندهٔ ۱ مدال طلا، ۱ مدال نقره، ۱ مدال برنز شده‌است.